# Torneo tra i laghi
Il Torneo tra i laghi è un torneo di tiro con l'arco indoor che si svolge a Ternate in provincia di Varese (Lombardia) ogni anno nel mese di febbraio o marzo. Viene organizzato dalla Compagnia arcieri città di Varese con il patrocinio del Comune di Ternate. È inserito nel calendario gare nazionale della FITARCO e come tutti i tornei di questa tipologia si svolge in base al Regolamento tecnico di tiro della Federazione Internazionale di tiro con l'arco (FITA). La prima edizione, nel 2006, è stata organizzata a livello interregionale.
Già alla seconda edizione il torneo è diventato internazionale, l'unico di questo tipo e con queste caratteristiche (indoor 18 metri match round; internazionale) in Italia.
Nella sua storia ha ospitato atleti provenienti da Costa d'Avorio, Francia, Svizzera, Slovenia, Irlanda e Italia.
La prossima edizione si svolgerà nel 2011.

## Il nome e il simbolo
La manifestazione prende il nome dalla città che l'ospita: Ternate, il cui nome, nell'antico idioma locale, vuol dire "tra i tre laghi", Comabbio, Varese e Monate.
Il simbolo della gara è rappresentato dal fior di loto, scelto per il suo richiamo al territorio che l'ospita, essendo un fiore tipico del lago su cui sorge Ternate, e da un bersaglio colorato, posto in sottofondo, fedele riproduzione degli stessi a cui gli arcieri tirano nelle gare di Tiro con l'arco.

## Il torneo
Dopo la prima edizione, disputata sui 25 metri, il Torneo tra i Laghi è un 18 metri match round.
La gara, suddivisa in turni su due o più giorni, prevede una fase di qualificazione (il Torneo vero e proprio) di cui vengono premiati i primi tre classificati per ogni classe e categoria individuali e le prime cinque squadre classificate assolute. Dalla classifica del Torneo si strutturano gli scontri del Trofeo Ternate partendo dai quarti assoluti di ogni categoria.

## Il Trofeo Ternate
Dal 2008 la competizione si è arricchita del Trofeo Ternate: i migliori otto atleti di tutte le categorie (arco olimpico; arco compound - maschile; femminile) si sfidano, al termine del Torneo, agli scontri diretti. I primi tre classificati vengono premiati con assegni e il loro nome viene ricamato sul Gonfalone del Torneo, che viene esposto durante l'arco di tutta la competizione sul luogo della gara.

## Albo dei vincitori
|                 | divisione | uomini             | donne               |
| --------------- | --------- | ------------------ | ------------------- |
| 2006            | ricurvo   | Michele Frangilli  | Elena Maffioli      |
| (18-19/2/2006)  | arco nudo | Marco Vecchiato    | Roberta Branchi     |
| 2007            | ricurvo   | Amedeo Tonelli     | Elena Perosini      |
| (17-18/2/2007)  | compound  | Sergio Pagni       | Eugenia Salvi       |
| 2008            | ricurvo   | Mauro Nespoli      | Elena Tonetta       |
| (1-2/3/2008)    | compound  | Patrizio Hofer     | Laura Longo         |
| 2009            | ricurvo   | Mauro Nespoli      | Pia Carmen Lionetti |
| (21-22/02/2009) | compound  | Alessandro Lodetti | Amalia Stucchi      |
| 2010            | ricurvo   | Mauro Nespoli      | Pia Carmen Lionetti |
| (27-28/02/2010) | compound  | Simonelli Alberto  | Sandrine Vandionant |